# Монтињи ле Мец
Монтињи ле Мец (фр. Montigny-lès-Metz) град је у Француској, у департману Мозел.
По подацима из 1999. године број становника у месту је био 23.437.

## Демографија
| 1962.  | 1968.  | 1975.  | 1982.  | 1990.  | 1999.  | 2011.  |
| ------ | ------ | ------ | ------ | ------ | ------ | ------ |
| 22.388 | 24.520 | 24.519 | 22.114 | 21.983 | 23.437 | 22.358 |